# Indarbela baibarana
Indarbela baibarana är en fjärilsart som beskrevs av Matsumura. Indarbela baibarana ingår i släktet Indarbela och familjen träfjärilar. Inga underarter finns listade i Catalogue of Life.